# 叶仁寿
叶仁寿（1921年—1991年），台湾台北人，中华人民共和国政治人物，河南省政协原副主席，河南省人大常委会原副主席，第五届全国人大代表，第六、七届全国政协委员。